# Veloz Sport Balear
O Veloz Sport Balear é uma associação desportiva fundada em Palma de Maiorca, (Ilhas Baleares, Espanha) em 1896, nascida para a prática e promoção do ciclismo. Em 1903 inaugurou o Velódromo do Tirador, pista ciclística ao ar livre, em desuso desde 1973. A entidade tem tido outras secções desportivas: futebol (década de 1910 e 1920), basquetebol (década 1940) e posteriormente voleibol, ténis e natação com nadadeiras. Atualmente funciona como centro de ioga e pilates.

## História
A entidade surgiu após o desaparecimento da Sociedade Velocipédica de Palma. Adquiriu uns terrenos na zona de é Puxador (atual Rua Miquel dels Sants Oliver), onde estabeleceu a sua sede e pouco depois construiu o velodromo do Tirador, assim chamado pelo nome do bairro e inaugurado em 1903. Em seu momento o Velodromo foi um dos mais modernos de Espanha, acolhendo todo o tipo de acontecimentos desportivos de primeiro nível.
O local social, um casal contíguo ao Velodromo (conhecido como o Chalet), foi construído em 1918. O Veloz impulsionou a criação da União Velocipédica Balear, que em 1932 mudaria seu nome pelo de Federação Balear de Ciclismo.
A entidade foi durante muitos anos uma das principais promotoras de competições ciclísticas em Baleares e Espanha até á década de 1960, graças ao seu velódromo e a tradição ciclística existente em Maiorca. Entre muitas outras, organizou vários campeonatos oficiais de Baleares e de Espanha. Organizou a Festa do Pedal a princípios do Século XX e também competições de motociclismo em pista.
A partir da década de 1960 a sociedade entrou em decadência, em parte porque as competições em pista perderam interesse em favor do ciclismo em estrada por etapas. Mas também pela progressiva deterioração do velódromo, que finalmente foi clausurado em 1973.
Os terrenos de seu local social foram expropiados em 2015 e transladou-se a sua atual sede na Avenida Joan Miró, 146, na mesma cidade de Palma de Maiorca.

## Outros desportos
Desde seus inícios em 1896, o Veloz Sport Balear acolheu outras práticas desportivas, então em plena introdução nas Ilhas.
O caso mais destacado é o futebol, que desde sua chegada a Maiorca em 1903 foi praticado por membros do Veloz, principalmente por ciclistas que o praticavam de maneira informal e complementar ao ciclismo. O Veloz foi a equipa mais potente até a fundação da Real Sociedade Alfonso XIII Futbol Clube (actual Real Maiorca), impondo na maioria de competições amadoras que então se organizavam. Seu domínio baseava-se na boa forma física de seus jogadores (todos eles praticantes do ciclismo em pista ou em estrada) e em poder jogar no recinto interior do velódromo, um terreno não regulamentar mas minimamente acondicionado e com tribuna que favorecia a presença de público. Como naqueles primeiros anos se jogava improvisadamente em qualquer superfície irregular os mais hábeis acabavam jogando com o Veloz, dada a vantagem física e de instalações do clube.
A fundação do Alfonso XIII FC em 1916 supôs seu declive, já que foi o primeiro clube que construiu um campo regulamentar e lhe dedicava uma preparação específica. A negativa do Veloz a criar uma secção específica de futebol e a incorporação dos melhores elementos ao Alfonso XIII FC fizeram que mudassem as tornas em pouco tempo. Pouco depois enfrentaram-se ambos equipas no campo dos alfonsinos, ganhando estes por 4-0. O domínio do Veloz tinha passado à história. Na década de 1920 ainda se debateu no clube a necessidade de construir um campo regulamentar, mas a ideia foi recusada. Reduzido a uma equipa de aficionados, longe do primeiro nível competitivo e sem campo regulamentar, ao redor do mês de abril de 1917 o futebol desapareceu da entidade.
Desde a década de 1940 mudou-se a política da entidade e impulsionaram-se outros desportos, como o basquete e mais adiante o voleibol.